# Mistrzostwa Świata w Piłce Ręcznej Mężczyzn 2013 (składy)
Artykuł grupuje składy męskich reprezentacji narodowych w piłce ręcznej, które wystąpiły podczas Mistrzostw Świata w Piłce Ręcznej Mężczyzn 2013 rozegranych w Hiszpanii od 11 do 27 stycznia 2013 roku.
Szerokie składy zespołów zostały ogłoszone 19 grudnia 2012 roku.

## Grupa A

### Argentyna
Źródło

### Brazylia
Źródło

### Czarnogóra
Źródło

### Francja
Źródło

### Niemcy
Źródło

### Tunezja
Źródło

## Grupa B

### Chile
Źródło

### Dania
Źródło

### Islandia
Źródło

### Katar
Źródło

### Macedonia
Źródło

### Rosja
Źródło

## Grupa C

### Arabia Saudyjska
Źródło

### Białoruś
Źródło

### Korea Południowa
Źródło

### Polska
Źródło

### Serbia
Źródło

### Słowenia
Źródło

## Grupa D

### Algieria
Źródło

### Australia
Źródło

### Chorwacja
Źródło

### Egipt
Źródło

### Hiszpania
Źródło

### Węgry
Źródło